# Limnichus sericeus
Limnichus sericeus é uma espécie de insetos coleópteros polífagos pertencente à família Limnichidae.
A autoridade científica da espécie é Duftschmidt, tendo sido descrita no ano de 1825.
Trata-se de uma espécie presente no território português.